# Kerodi, Sakleshpur
Kerodi là một làng thuộc tehsil Sakleshpur, huyện Hassan, bang Karnataka, Ấn Độ.